# Herensugue
Herensugue – istota z mitologii baskijskiej.
Przedstawiano go jako skrzydlatego węża, w związku z czym wysuwano hipotezy o jego związku z azteckim Quetzalcoatlem, ale w przeciwieństwie do amerykańskiego bóstwa Herensugue nie był istotą dobrą czy pożyteczną. Także wyglądem zewnętrznym Herensugue nie przypominał Quetzalcoatla, gdyż wszystkie opisy przedstawiają go jako istotę odpychającą, mogącą zabijać wzrokiem (w tym podobny był do bazyliszka). Jako jego mąż przedstawiany był bóg Sugaar.

## Imię
Nie ma pewności co do genezy imienia Herensugue.
W rejonach nad Zatoką Biskajską nazywano go także Erensuguia, Egansuguia lub Lerensuguia. Eren znaczyło prawdopodobnie trzeci, lehen - pierwszy, a egan - lot albo skrzydło, choć mogło też być zniekształceniem słowa ezken znaczącego ostatni. Człon suguia lub sugue znaczył wąż, ale zawiera też człon su czyli ogień.
Istnieje też teoria, według której heren to duch symbolizujący tężyznę fizyczną.